# Віллоу (телесеріал)
«Віллоу» (англ. Willow) — американський фантастичний пригодницький телесеріал, оснований на однойменному фільмі 1988 року та є його продовженням. Прем'єра серіалу відбулася 30 листопада 2022 року на Disney+.

## Сюжет
Малоймовірна група з шести героїв вирушає в небезпечні пошуки в місця далеко за межами їхнього дому, де вони повинні протистояти своїм внутрішнім демонам і об'єднатися, щоб врятувати свій світ.

## Ролі

### Головні
- Ворвік Девіс у ролі Віллоу Уфгуд, чаклуна з Нелвіна (карлика), який очолює групу, щоб врятувати брата-близнюка принцеси.
- Еллі Бамбер у ролі Голубки/Брюнгільди/Елори Данан, майбутньої імператриці Тір-Асліна, переодягненої служниці, яка закохана в Ейрка та приєднується до квесту, щоб врятувати його.
- Рубі Круз у ролі принцеси Кіт, яка починає пошуки порятунку свого брата-близнюка Ейрка.
- Ерін Мей Келліман у ролі Джейд, лицаря, що навчається, і коханки Кіта, яка приєднується до квесту. Стосунки між Кітом і Джейд роблять серіал «першою справжньою франшизою на Disney Plus, у якій справді зосереджена дивна історія», повідомляє Polygon.[2]
- Тоні Револорі — принц Грейдон, молодий учений і учасник квесту.[3]
- Амар Чадха-Патель у ролі Бурмана, злодія та фехтувальника, якому пропонують звільнитися з в'язниці, якщо він приєднається до квесту.
- Демпсі Брік — принц Ейрк, брат-близнюк Кіта, якого викрали.[4]

### Другорядні
- Ральф Айнесон — командир Баллантайн
- Таліса Гарсія — королева Аріанна, мати Грейдона
- Аннабель Девіс — Мімс, донька Віллоу.
- Розабель Лауренті Селлерс

### Гостьові
- Джоанн Воллі — королева Сорша, досвідчений воїн і донька опального Бавморда. Мати близнюків Кіта та Ейрка та опікунка Голуба.
- Юнас Суотамо в ролі Бича

## Виробництво
Обговорення щодо продовження фільму почалися ще 2005 року, коли Ворвік Девіс повторив свою зацікавленість у поверненні в кількох інтерв'ю. Під час інтерв'ю для подкасту MTV у травні 2019 року Рон Говард, режисер фільму 1988 року, розповів, що до нього звернувся Джонатан Касдан щодо перезапуску фільму як телесеріалу на Disney+.
У жовтні 2020 року серіал отримав зелене світло: режисером пілотного епізоду став Джон М. Чу, а Девіс знову виконав свою головну роль. У січні 2021 року Чу оголосив, що йому довелося відмовитися від режисерських обов'язків через затримку виробництва та особисті причини Пізніше того ж місяця Джонатан Ентвістл був найнятий замість Чу як режисер пілотного фільму та виконавчий продюсер. Однак через затримки виробництва в результаті переробки Ентвісл також залишив серіал, а режисером перших двох епізодів серіалу став Стівен Вулфенден.

### Знімання
Виробництво серіалу розпочалося в червні 2021 року в Уельсі, а Dragon Studios поблизу Лланхарану використовувалась як локація. Знімання відбувалося в Pendine Sands в жовтні.

## Маркетинг
26 травня 2022 року на Star Wars Celebration вийшов трейлер серіалу Віллоу.
Другий трейлер і офіційний постер вийшли на Disney Fan Expo D23 10 вересня 2022 року. На виставці D23 також була представлена група, що складалася з кількох акторів Віллоу, включаючи Девіса та Слейтера.

## Прийняття
Агрегатор рецензій Rotten Tomatoes повідомив про 85 % схвалення із середнім рейтингом 7,1/10 на основі 40 рецензій критиків. Консенсус критиків вебсайту стверджує: "Це продовження серіалу має задовольнити шанувальників, які терпляче чекали більше Віллоу ". Metacritic, який використовує середньозважену оцінку, поставив оцінку 70 зі 100 на основі 22 критиків, вказуючи на «загалом схвальні відгуки».